# 33420 Derekwoo
33420 Derekwoo este o planetă minoră (asteroid), cu un diametru de 3,888 km, din centura de asteroizi. A fost descoperită pe 12 februarie 1999 la Experimental Test Site⁠(d) de Lincoln Near-Earth Asteroid Research. 
Obiectul prezintă o orbită caracterizată de o semiaxă mare de 2,3374683 UAi, o excentricitate de 0,03, o înclinație de 9,47812 ° în raport cu ecliptica.